# Alex Gorayeb
Alexander Gorayeb Gorayeb (Manila, Filipinas, 2 de septiembre de 1924-Vuelo de Santiago de Cali a Miami, 24 de mayo de 1996), más conocido como Alex Gorayeb o Don Alex, fue un empresario, comerciante y dirigente deportivo colombo-filipino de ascendencia rusa y libanesa. Fue el décimo presidente del Deportivo Cali, quien se encargó de regresar al equipo al profesionalismo.

## Biografía
Nació el 2 de septiembre de 1924 en Manila, capital de Filipinas. Hijo del ruso Habid Gorayeb y la libanesa Najla Gorayeb, pasó su juventud en Beirut, capital del Líbano, donde trabajó como corresponsal para un periódico francés e inició estudios en Derecho, carrera que no llegó a terminar para dedicarse a los negocios, para lo cual aprovechaba su dominio de los idiomas árabe, inglés, francés, tagalo y español.
Luego de pasar por países como Egipto, Estados Unidos y Francia, Gorayeb llegó a Colombia el viernes 26 de octubre de 1951. En Bogotá se encontró dos días más tarde con Alberto Bitar, un compañero de su época de estudios superiores en Beirut que lo invitó al estadio El Campín para presenciar un partido entre Independiente Santa Fe y el Deportivo Cali. Ese día, Gorayeb se hizo hincha del equipo caleño, cuyos colores, verde y blanco, eran los colores del equipo que él había ayudado a fundar en la capital libanesa, el "Circle de la Saggest".
Gorayeb llegó a Cali de la mano del empresario Luis Zaccour, para el cual trabajó en el concesionario Central Motor, negocio que sufrió gravemente a consecuencia de la explosión de Cali el 7 de agosto de 1956. Creó su propia empresa "Industrias Gema", dedicándose al comercio al mismo tiempo que a la gerencia deportiva. Además de ser presidente del Deportivo Cali en dos ocasiones, equipo al cual ayudó a regresar al profesionalismo luego de un receso de tres años en 1956; también participó de la Comisión Técnica de la Federación Colombiana de Fútbol, y en 1989 fue presidente de la Dimayor.
Alex Gorayeb murió el 24 de mayo de 1996 a causa de un ataque cardíaco durante un vuelo con trayecto Cali-Miami.

## Deportivo Cali
A pocos días de su llegada a Colombia Gorayeb asistió a un encuentro en Bogotá entre Santa Fe y Deportivo Cali, encuentro que finalizó 1-3 a favor del conjunto visitante. Por la escuadra cardenal anotó Roberto "Canoíta" Prieto, mientras que por el onceno verdiblanco lo hicieron Camilo Rodolfo Cervino, Fernando Walter y Roberto Coll.
En 1959 logró, con el apoyo de Alberto Bitar, Paul Ziablof, William Hadad y Aurelio Grinberg, recuperar al equipo, que por problemas económicos no había tenido actividad durante los torneos de 1956, 1957 y 1958. Saneó las finanzas del equipo, adquirió la ficha deportiva del Boca Juniors de Cali y convenció a Carlos Sarmiento Lora de aceptar el título de presidente honorario de la refundada Asociación Deportivo Cali.
Bajo el mandato de Gorayeb, en dos gestiones diferentes, el Deportivo Cali alcanzó el bicampeonato en 1969 y 1970, además del título de 1974; los subtítulos de 1972, 1976, 1977, 1978 y 1980. Fue el encargado de traer a Cali a Carlos Salvador Bilardo, recién graduado de la escuela de entrenadores de la AFA, bajo cuya dirección técnica alcanzó el subtítulo en la Copa Libertadores 1978 ante Boca Juniors de Argentina.
Gracias a la oposición de Gorayeb, y a la estructura de asociación del Deportivo Cali, única en Colombia, se impidió que Gilberto Rodríguez Orejuela, uno de los máximos capos del narcotráfico por ese entonces, adquiriera acciones en 1977, con la finalidad de convertirse en socio mayoritario y manejar el equipo a su antojo, como ocurrió con el otro equipo de la ciudad, el América.

## Dimayor
Gorayeb fue elegido presidente de la División Mayor del Fútbol Colombiano luego de recibir el apoyo unánime de los 15 equipos afiliados. Empezó a trabajar en este puesto el 10 de abril de 1989, pero tomó posesión oficialmente el 27 de abril. Don Alex, como se le conocía, tenía previsto presentar el proyecto de modificación del torneo con un ascenso y un descenso entre divisiones, con la intención de mejorar el nivel del fútbol en Colombia de manera semejante a otras ligas en el continente y el mundo. Sin embargo, el asesinato del árbitro Álvaro Ortega Madero, luego de un encuentro entre Independiente Medellín y América que terminó empatado sin goles, lo llevó a cancelar el torneo de aquel año. Por entonces el narcotráfico se había inmiscuido en el deporte, moviendo gran cantidad de dinero por cuestión del lavado de dinero y apuestas.
Debido a esta decisión, y el hecho de apoyar la intervención del gobierno colombiano a la institución, tres equipos lideraron una asamblea extraordinaria, con el apoyo de otros siete equipos, que finalmente lograron la renuncia de Gorayeb al cargo de presidente de la Dimayor.

No quieren mi honestidad ni imparcialidad en el fútbol y yo no voy a renunciar a esos principios...
Alex Gorayeb

La mafia infiltrada en los negocios del fútbol amenazaron su vida por el hecho de cancelar el torneo, por lo que tuvo que exiliarse un tiempo en Roma.